# Festuca tucumanica
Festuca tucumanica är en gräsart som beskrevs av Evgenii Borisovich Alexeev. Festuca tucumanica ingår i släktet svinglar, och familjen gräs. Inga underarter finns listade i Catalogue of Life.